# Dharasuram
Dharasuram é uma panchayat (vila) no distrito de Thanjavur , no estado indiano de Tamil Nadu.

## Demografia
Segundo o censo de 2001,  Dharasuram  tinha uma população de 13,027 habitantes. Os indivíduos do sexo masculino constituem 50% da população e os do sexo feminino 50%. Dharasuram tem uma taxa de literacia de 70%, superior à média nacional de 59.5%: a literacia no sexo masculino é de 77% e no sexo feminino é de 63%. Em Dharasuram, 11% da população está abaixo dos 6 anos de idade.